# Comuna Mîhailivka, Țarîceanka
Mîhailivka (în ucraineană Михайлівка) este o comună în raionul Țarîceanka, regiunea Dnipropetrovsk, Ucraina, formată din satele Cervona Orilka, Hnativka, Mîhailivka (reședința) și Zaorillea.

## Demografie
Componența lingvistică a satului Mîhailivka
     Ucraineană (96,92%)
     Rusă (2,95%)
     Alte limbi (0,13%)
Conform recensământului din 2001, majoritatea populației satului Mîhailivka era vorbitoare de ucraineană (96,92%), existând în minoritate și vorbitori de rusă (2,95%).